# Сале Сан Ђовани
Сале Сан Ђовани (итал. Sale San Giovanni) је насеље у Италији у округу Кунео, региону Пијемонт.
Према процени из 2011. у насељу је живело 34 становника. Насеље се налази на надморској висини од 586 м.

## Становништво
Према резултатима пописа становништва 2011. у општини је живело 178 становника.
| 1931. | 1936. | 1951. | 1961. | 1971. | 1981. | 1991. | 2001. | 2011. |
| ----- | ----- | ----- | ----- | ----- | ----- | ----- | ----- | ----- |
| 514   | 542   | 517   | 410   | 319   | 250   | 192   | 193   | 178   |